# Léon Belly
Pour les articles homonymes, voir Belly (homonymie).
Léon Belly, né à Saint-Omer le 18 avril 1827 et mort à Paris 7e le 24 mars 1877, est un peintre orientaliste français.

## Biographie
Léon Belly est le fils de Nicolas Joseph Belly, polytechnicien (1805), capitaine d'artillerie. Il est l'élève de Constant Troyon et fréquente les membres de l'École de Barbizon.
Fin 1850, il rejoint à Trieste la mission scientifique de Félicien de Saulcy  au Liban, en Palestine et en Égypte. Son art traite alors des sujets orientalistes.

En 1855 lors de son deuxième voyage il embarque à Marseille en compagnie de Frédéric Auguste Bartholdi, Jean-Léon Gérome, Édouard-Auguste Imer et son ami Narcisse Berchère avec lequel il traverse le Sinaï en 1856.

Il effectue un troisième voyage en 1857-1858 en Egypte.
Il est décoré de la Légion d'honneur en 1862.
La même année il épouse à Strasbourg le 12 août Emilie Laure Klose, fille du banquier Sigismond Klose. Le couple a trois enfants.
De 1862 à 1864 invité chez son ami Léon Riesener au moulin Denise à Beuzeval, il peint la campagne et la côte normande. La famille Riesener est représentée, avec sa femme, dans le tableau Les foins en Normandie.
En 1867 il achète le domaine de Montboulan à Salbris sur lequel il fait construire sa demeure, toujours propriété de la famille. Il y peint alors des paysages de Sologne. 
Léon Belly est l'ami d'Alexandre-Gabriel Decamps, Eugène Fromentin, Prosper Marilhat (1811-1847), Édouard-Auguste Imer et Adrien Dauzats (1804-1868).
Il meurt à Paris le 24 mars 1877 à son domicile 71 Quai d'Orsay et est inhumé au cimetière de Salbris.
La vente de son atelier a lieu à Paris le 11 et 12 février 1878 suivie d'une exposition retrospective à l'école des Beaux-Arts de Paris.( les acheteurs s'étant engagés à prêter les achats de la vente)

## Œuvres dans les collections publiques
- Colmar, musée Bartholdi : La Citadelle de Mokatan, près du Caire, vers 1856.
- Dijon, musée Magnin : Jeune femme en veste turque, 1860-1870.
- Paris, musée d'Orsay : 
  - Pèlerins allant à La Mecque, 1861 ;
  - Les Foins en Normandie, 1867 ;
  - La Pêche au filet, 1869 ;
  - Le Gué de Montboulan, en Sologne, 1877.
- Saint-Omer, musée de l'hôtel Sandelin :
  - Les Sirènes, 1867 ;
  - Esclave noir tirant une corde, 1858 ;
  - Vue du Nil, entre 1827 et 1877.
- Tours, Musée des beaux-arts: l'Oasis

Œuvres de Léon Belly
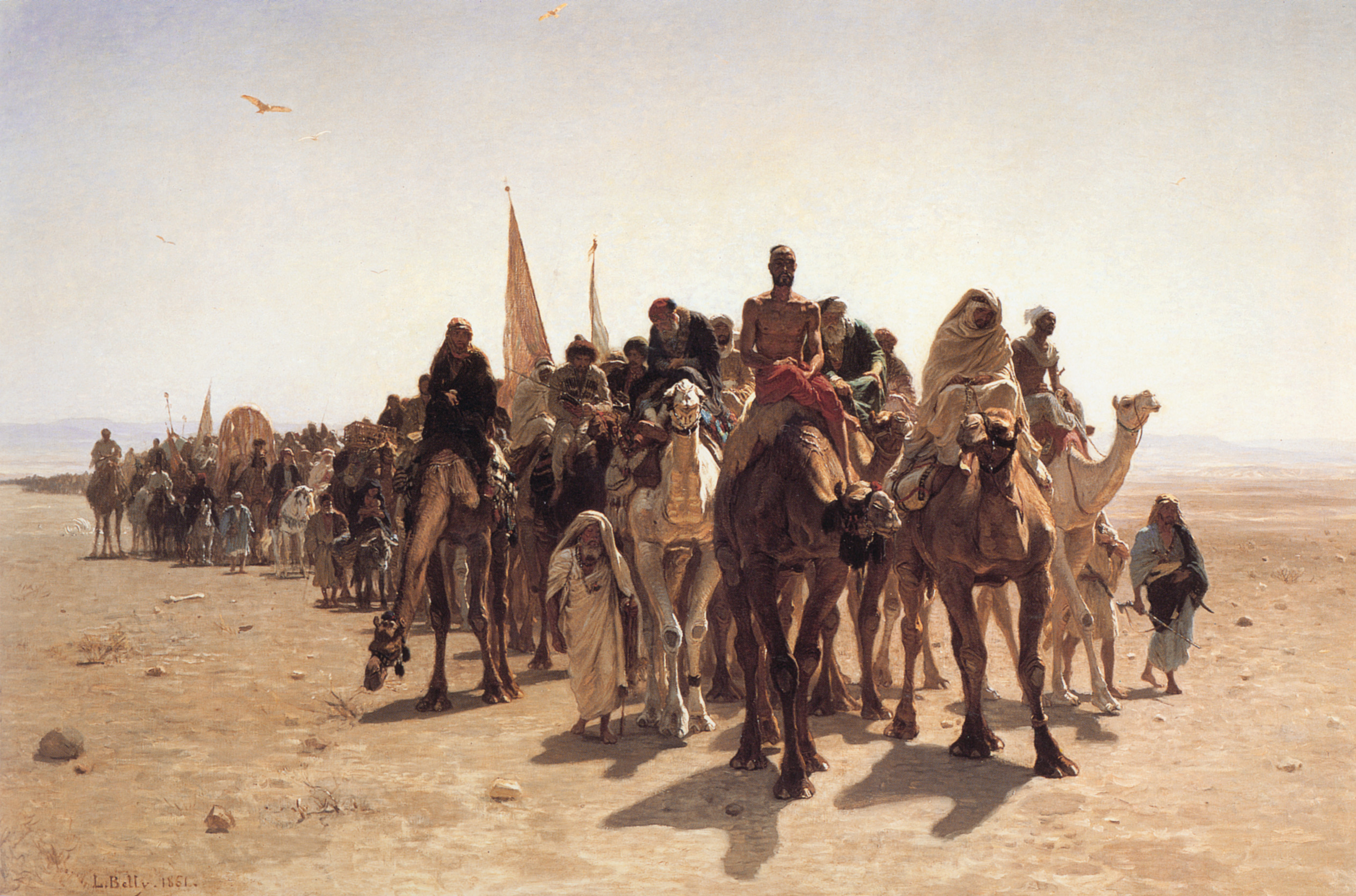
Pèlerins allant à La Mecque (1861), Paris, musée d'Orsay.
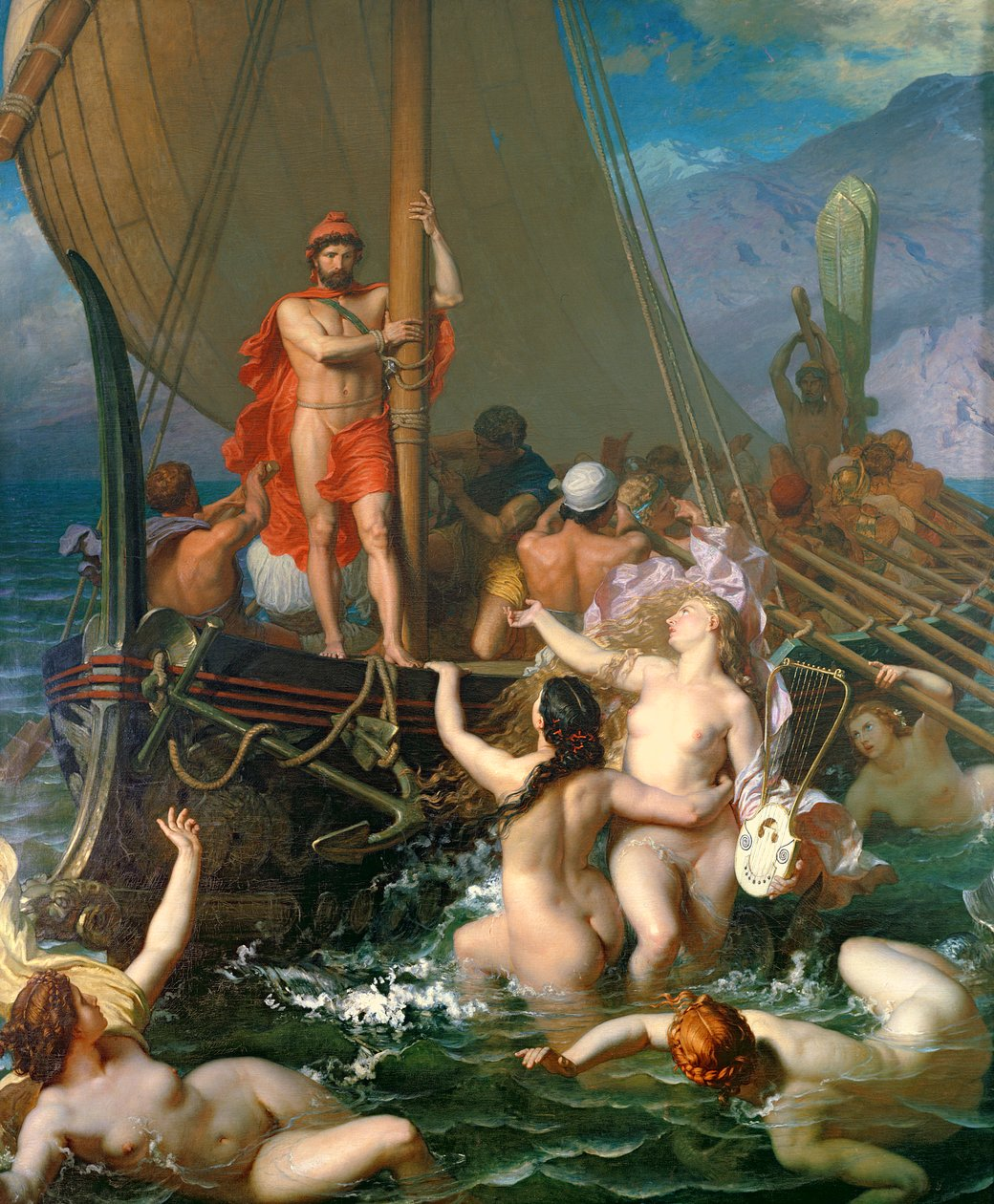
Les Sirènes (1867), Saint-Omer, musée de l'hôtel Sandelin.
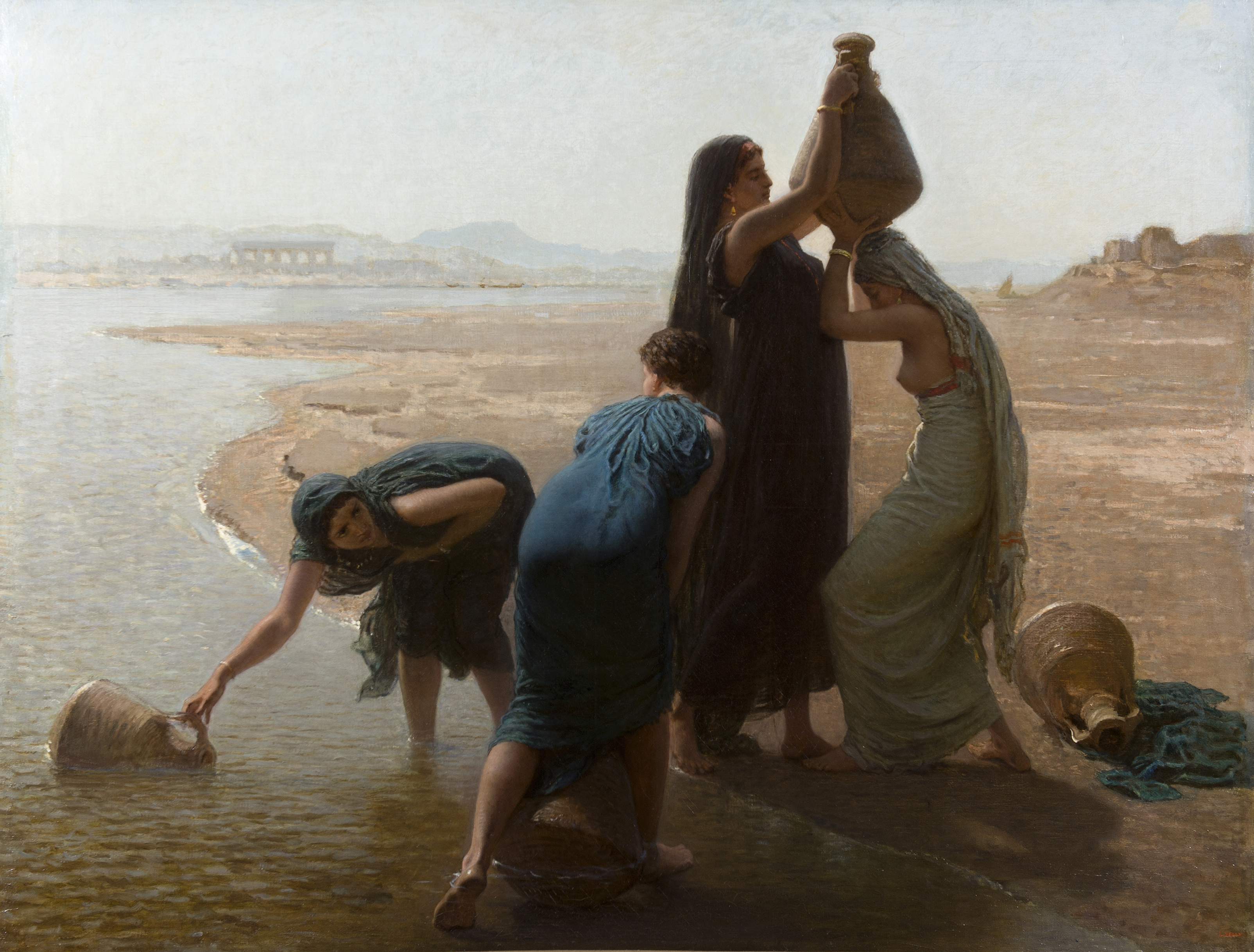
Femmes fellahs au bord du Nil (1856)